# Heksenvervolging in Leiden

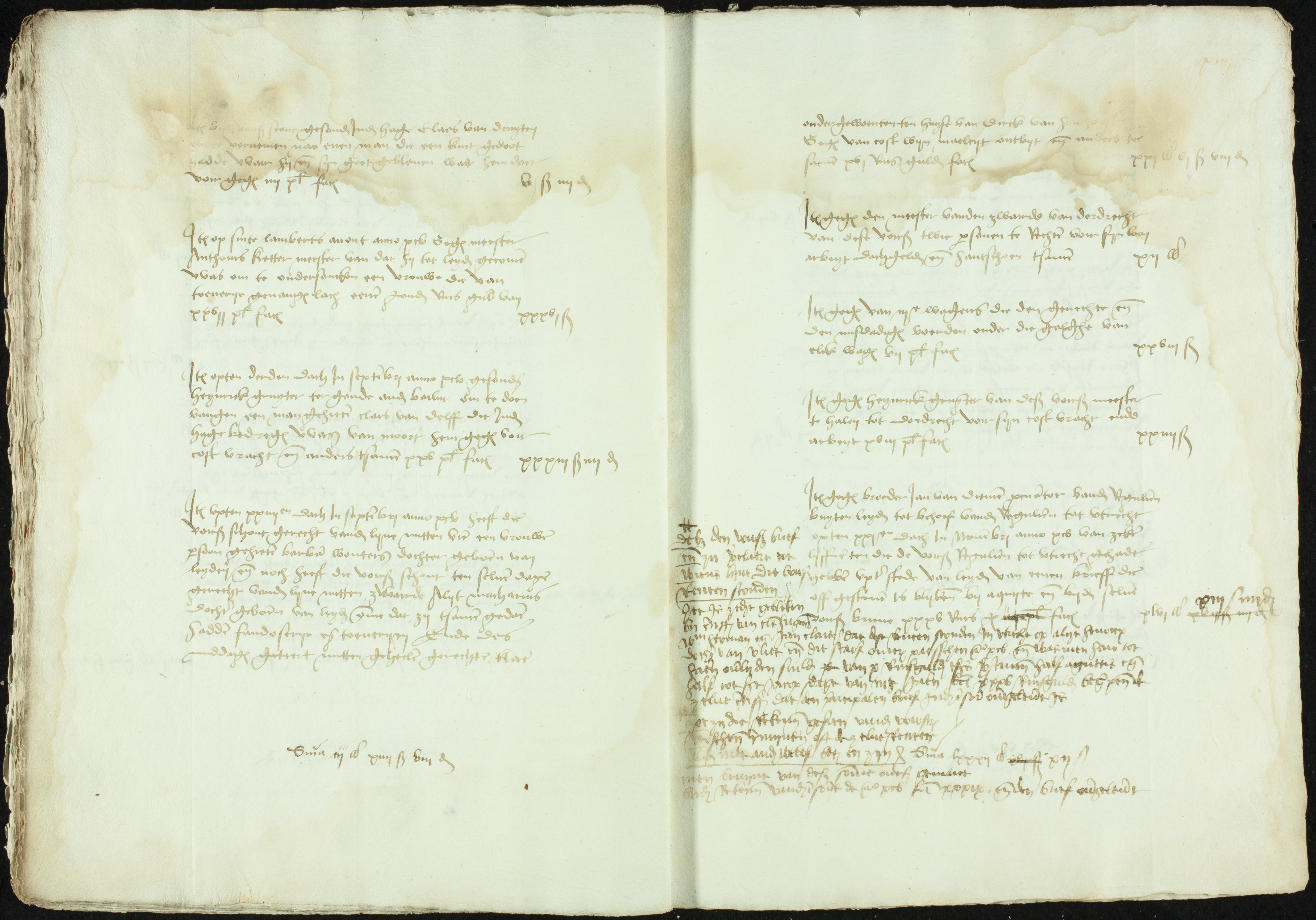
Pagina’s van de rekening van schout Adriaen van Poelgeest anno 1496. Op de linkerpagina in de tweede alinea staat dat kettermeester Anthonis naar Leiden gekomen is, in de vierde alinea de vermelding dat Barbara Woutersdr. en Alijt Machariusdr. vanwege “fauderije ende toeverijen” geëxecuteerd zijn.

Het voor zover bekend eerste heksenproces in Holland en, eveneens voor zover bekend, enige heksenproces in Leiden vond plaats in 1495.
Gegevens over dit proces en de betrokkenen zijn schaars en alleen bekend uit een rekening die eind 2021 in de studiezaal van het Erfgoed Leiden en Omstreken werd gevonden.
Bekend is dat in 1495 kettermeester Anthonis door de Leidse schout Adriaen van Poelgeest naar Leiden werd geroepen om daar een geval van hekserij te onderzoeken. De verdachten waren twee Leidse vrouwen: Barbara Woutersdochter en Alijt Machariusdochter. Zij zouden zich schuldig gemaakt hebben aan "fauderije ende toeverijen", oftewel duivelverering en toverij. Buiten hun namen is over deze vrouwen niets bekend, noch is duidelijk waaruit die duivelverering en toverij precies bestaan zou hebben. Ook van kettermeester Anthonis is verder niets bekend, zelfs niet of hij een geestelijke of overheidsdienaar was.
In het rekeningenboek is het volgende te lezen:
Item opten XXIIIIen dach in septembri annoo XCV heeft die voirsegde schoutgerecht vanden lijve mitten vieren een vrouwe persoon gehieten Barbara Woutersdochter geboeren van Leyden ende noch heeft die voirsegde schout ten selven dage gerecht van den lijve mitten zwairde Alijt Machariusdochter geboeren van Leyden omme dat zij tsamen gedaen hadde fauderije ende toeverijen ende des middags geteert mitten geheele gerechte ….
In modern Nederlands:
Eveneens op de 24e dag van september in het jaar 95 heeft het voornoemde schoutsgerecht (de openbaar aanklager en de rechters) ter dood gebracht met het vuur een vrouwspersoon, geheten Barbara Woutersdochter, geboren te Leiden, en tevens heeft de voornoemde schout ter dood gebracht met het zwaard Alijt Machariusdochter, geboren te Leiden, omdat zij tezamen duivelverering en toverij hadden bedreven en 's middags gegeten met het gehele gerecht ....
Op 24 september 1495 stierf Barbara Woutersdochter op de brandstapel, terwijl Alijt Machariusdochter werd onthoofd, vermoedelijk op het pleintje voor het Gravensteen. Waarom Alijt de "mildere" straf van onthoofding onderging is niet duidelijk. Mogelijk was zij nog jong, of was zij afkomstig uit een aanzienlijke familie. Het laatste stukje van de tekst komt in onze tijd nogal cynisch over; het gerecht (de openbaar aanklager en de rechters) kwamen na de terechtstelling bijeen in het huis van ene Dirck van Honthorst, vermoedelijk uitbater van een gasthuis, waar het zichzelf trakteerde op "cost, wijn, maeltijt, ontbijt ende anders". Dit kostte de stad maar liefst zestien rijnsgulden. Kettermeester Anthonis kreeg voor zijn diensten één gouden rijnsgulden betaald.